# حاشیه سود عملیاتی
حاشیه سود عملیاتی (به انگلیسی: operating profit margin) این نسبت از تقسیم سود عملیاتی به فروش بدست می‌آید. اقلام غیر عملیاتی همچون درآمد و هزینه بهره، سود و زیان واگذاری دارایی‌ها در محاسبه سود عملیاتی منظور نمی‌شود. این نسبت معیار قوی‌تری برای ارزیابی سودآوری و فروش است.
{\displaystyle \mathrm {Operating\ margin} =\left({\frac {\mathrm {Operating\ income} }{\mathrm {Revenue} }}\right)}
با در نظر گرفتن سود شرکت قبل از کسر مالیات، حاشیه سود عملیاتی منعکس‌کننده موفقیت مدیریت شرکت در ایجاد سود از عملیات جاری شرکت است. این نسبت نشان‌دهنده این واقعیت است که به ازای هر واحد پولی، از فروش، چه میزان سود عملیاتی (سود پس از کسر هزینه‌های عملیاتی) عاید شرکت شده‌است. نسبت‌های بالای حاشیه سود عملیاتی نشان‌دهنده توفیق مدیریت در کنترل هزینه‌های شرکت یا پیشی گرفتن رشد فروش شرکت به رشد هزینه‌های آن است.
حاشیه سود عملیاتی در عین حال امکان مقایسه سود دهی شرکت‌هایی که معمولاً هزینه‌های عملیاتی و بهای تمام شده کالای فروش رفته را افشا نمی‌کند، برای سهامداران فراهم کند. این نسبت معمولاً قابل اتکاتر به‌شمار می‌آید. زیرا کمتر مورد دستکاری توسط حقه‌های حسابداری قرار می‌گیرد. به‌طور طبیعی به علت اینکه این نسبت شامل تمام هزینه‌ها از جمله هزینه‌های فروش و هزینه‌های عملیاتی است، مقدار آن از حاشیه سود ناویژه کمتر است.